# 奥平純三
奥平 純三（おくだいら じゅんぞう、1949年2月9日 - ）は、日本のテロリスト、新左翼活動家、革命家。日本赤軍最高幹部でテルアビブ空港乱射事件で死亡した奥平剛士は次兄で、自身も日本赤軍に所属した。

## 人物
山口県下関市で生まれ、1969年京都大学工学部に入学し京大パルチザングループに所属する。1973年卒業後に建設会社に勤務するが、1974年5月に偽造旅券で出国して日本赤軍に参加。1974年9月に和光晴生らと共にハーグ事件に参加し警察官2人に発砲、1975年にクアラルンプール事件に関わった。
1976年にヨルダン入国の際に偽造旅券の容疑で日高敏彦とともに逮捕。日高は警察の取り調べ中に自殺(重信は著書で、遺骨から10センチの針が出てきた。拷問死であるとしている)。奥平は日高の遺体とともに同年10月13日に日本に移送された。1977年にダッカ日航機ハイジャック事件で超法規的措置で釈放され出国した。
1987年6月9日、ベネチア・サミット開催中、ローマのアメリカ大使館とイギリス大使館にロケット弾が発射された他、カナダ大使館で車が爆破されたローマ事件ではレンタカーから奥平の指紋が検出され、イタリア公安当局から奥平の犯行と断定された。
1988年4月14日、イタリアのナポリにあるアメリカ軍関連施設（USOクラブ）前における自動車爆弾テロによってアメリカ軍兵士1人を含む5人を死亡させ、4人のアメリカ軍兵士を含む15人を負傷させた容疑でアメリカ政府の（最大500万ドルの懸賞と安全な転居を保障される）「正義への報酬プログラム」により手配された。
1998年、佐々木規夫とともに他人名義の旅券を不正に取得するため東京を訪れていたことがこれまでの捜査で明らかになった。
1998年と1999年の少なくとも2回、日本に入国して重信房子と接触していたことが、2000年11月に重信の逮捕時に押収した資料から判明した。
現在も奥平の生死は不明で、国際手配されている。2010年4月以降の手配写真は1998年に撮影されたものに差し替えられた。